# Carlos Girón Gutiérrez
Carlos Girón Gutiérrez (Mexicali, 3 de noviembre de 1954-Ciudad de México, 13 de enero de 2020) fue un deportista mexicano que compitió en saltos de trampolín y plataforma.

## Trayectoria
Participó en cuatro Juegos Olímpicos de Verano entre los años 1972 y 1984, obteniendo una medalla de plata en Moscú 1980 en la prueba individual. En los Juegos Panamericanos consiguió cuatro medallas, en los años 1975 y 1979. Ganó una medalla de bronce en el Campeonato Mundial de Natación de 1975.
Después de su retiro como deportista de alto rendimiento ejerció como odontólogo. Estudió la Licenciatura de Cirujano Dentista en la Universidad Tecnológica de México. Ingresó en el Centro Médico La Raza el 20 de diciembre de 2019 tras contraer una neumonía severa. Su salud se agravó a causa de una infección nosocomial, que lo llevó a su condición de gravedad. Fue desconectado del respirador artificial el 13 de enero de 2020, a la edad de 65 años.

## Palmarés internacional
| Juegos Olímpicos     | Juegos Olímpicos          | Juegos Olímpicos  | Juegos Olímpicos |
| Año                  | Lugar                     | Medalla           | Prueba           |
| -------------------- | ------------------------- | ----------------- | ---------------- |
| 1980                 | Moscú (URSS)              | Medalla de plata  | Trampolín 3 m    |
| Campeonato Mundial   |                           |                   |                  |
| Año                  | Lugar                     | Medalla           | Prueba           |
| 1975                 | Cali (Colombia)           | Medalla de bronce | Plataforma 10 m  |
| Juegos Panamericanos |                           |                   |                  |
| Año                  | Lugar                     | Medalla           | Prueba           |
| 1975                 | Ciudad de México (México) | Medalla de oro    | Plataforma 10 m  |
| 1975                 | Ciudad de México (México) | Medalla de bronce | Trampolín 3 m    |
| 1979                 | San Juan (Puerto Rico)    | Medalla de plata  | Plataforma 10 m  |
| 1979                 | San Juan (Puerto Rico)    | Medalla de bronce | Trampolín 3 m    |

## Premios y reconocimientos
- Premio Nacional del Deporte, 1975.
- Premio Nacional del Deporte, 2021.[5]